# آنتن (مجموعه نمایش خانگی)
آنتن یک مجموعهٔ نمایش خانگی در ژانر کمدی-اجتماعی، به کارگردانی و تهیه‌کنندگی سید ابراهیم عامریان و نویسندگی حمزه صالحی است که مسائل و مشکلات موجود در دانشگاه‌ها را به زبان طنز بیان می‌کند.

## خلاصه داستان
گوهر (با بازی رؤیا افشار) پس از فوت همسرش یک سال درس می‌خواند و با موفقیت در آزمون کنکور در رشته پزشکی قبول می‌شود. حالا او با نوه‌اش، بهرام (با بازی نیما مظاهری) هم دانشگاهی می‌شود و همین موضوع ماجراهایی را در خانواده و دانشگاه پیش می‌آورد.

## بازیگران
| بازیگر           | شخصیت          | توضیح                             |
| ---------------- | -------------- | --------------------------------- |
| پژمان جمشیدی     | خلیل رحمانی    | پسر گوهر ، پدر بهرام ، برادر ژاله |
| هادی کاظمی       | رضا            | همسر ژاله                         |
| رؤیا افشار       | گوهر احمدی     | مادر خلیل و ژاله                  |
| مرجانه گلچین     | کبری زنگنه     | همسر محمود                        |
| بهنام تشکر       | محمود معتمدی   | همسر کبری                         |
| الیکا عبدالرزاقی | ژاله رحمانی    | دختر گوهر ، همسر رضا ، خواهر خلیل |
| نعیمه نظام‌دوست   | فرخنده         | مادر آفرین                        |
| نیما مظاهری      | بهرام رحمانی   | پسر خلیل                          |
| ارسلان قاسمی     | فرزاد حاتمی    | دانشجوی دامپزشکی                  |
| سام نوری         | غلامرضا دلاوری | رئیس مرکز جرائم دانشجویی          |
| خشایار راد       | مداح           |                                   |
| صحرا اسدالهی     | الناز محمدی    | مامور مخفی مرکز جرائم دانشجویی    |
| محمدجواد جعفرپور | سینا خادمی     | مامور مخفی مرکز جرائم دانشجویی    |
| سمانه منیری      | آفرین امامی    | دختر احمد و فرخنده                |
| عرفان ابراهیمی   | مجید غلامرضایی | عاشق ساره                         |
| ساره رشیدی       | ساره گلی       | دانشجوی دامپزشکی                  |
| الناز ملک        | نیلوفر         | دانشجوی دامپزشکی                  |
| امیر دژاکام      | ایوب خان       | از اعضای کامیون‌داران              |
| علیرضا مهران     | کامبیز سیروسی  | از اعضای کامیون‌داران              |
| مهیار مجیب       | احمد امامی     | همسر فرخنده ، پدر آفرین           |
| اصغر سمسارزاده   | کلنل           | پدربزرگ فرزاد                     |
| امید جاهد        | آدم‌ربا         |                                   |
| اردشیر کاظمی     | خواستگار گوهر  |                                   |

## پخش
قسمت نخست سریال آنتن در روز چهارشنبه ۳۰ شهریور ۱۴۰۱ از طریق سرویس نماوا به نمایش درآمد و قسمت‌های بعدی نیز به صورت هفتگی هر چهارشنبه ساعت ۲۰:۰۰ از این سرویس پخش نمایش خانگی پخش شد.

## جوایز

### بیست‌ودومین دوره جشن حافظ
| قسمت                                   | نامزد        | نتیجه    |
| -------------------------------------- | ------------ | -------- |
| بهترین بازیگر زن کمدی تلویزیونی        | رویا افشار   | برنده    |
| بهترین بازیگر زن کمدی تلویزیونی        | مرجانه گلچین | نامزدشده |
| بهترین خواننده تیتراژ مجموعه تلویزیونی | امین بانی    | نامزدشده |

## حواشی
این سریال به دلیل صحنه اعتراضات دانشجویی در یکی از قسمت‌های اولیه‌ی آن و با توجه به شرایط خاص وقت کشور به دلیل اعتراضات سراسری و همچنین حمایت بازیگر اصلی این سریال یعنی پژمان جمشیدی از مردم معترض دچار توقیف کوتاهی شد جایی که پخش قسمت سوم آن با تأخیر چند ساعته انجام گرفت.